# 한스 크리스테르 홀룬
한스 크리스테르 홀룬(노르웨이어: Hans Christer Holund, 1989년 2월 25일~)은 노르웨이의 크로스컨트리 스키 선수이다. 2018년 동계 올림픽에 참가하여 30km 스키애슬론에서 동메달을 획득했다.